# Досаевы (дворянский род)
Досаевы — древний дворянский род.

## История рода
Род татарского происхождения. В XVI веке поместья служилых татар Досаевых были на реке Мокша. Во второй половине XVII века упоминается мурза Тимофей Бернокаев Досаев, имевший поместье в Темниковском уезде.
Новокрещённый Никифор Васильевич вёрстан новичным окладом по Боровску (1628). Делебай мурза упомянут (1646). Записаны в Атемарской десятне: Курмаш и Келмай (1699), рейтар Кортлай и его сыновья Беккей, Ковряшка и Розбяхтей (1679) Досаевы. Рейтар Богдаш Досаев служил рейтарскую службу по Верхнему Ломову (1681—1696). Поместья Уразмамета Досаева в Арзамасском уезде разделены (1691) между его сыном Бигилдой и дочерью Кибяткой. В Керенской десятне (1692) упомянуты Сюнбай и Албай, Никифор и Лев Васильевич Досаевы.
Фёдор Иванович Досаев владел населённым имением (1699).